# 舞力全開5 3D
《舞力全開5 3D》（英語：Step Up: All In）是一部2014年美國3D舞蹈電影，為舞力全開系列第五部。美国於2014年8月8日上映。

## 劇情
聲名大噪的街舞快閃黨「The Mob」，前往洛杉磯發展，因遭到現實的打擊，團員們逐漸萌生退意，此時西恩再次與麋鹿重聚，兩人想盡辦法要喚醒所有團員們對舞蹈的熱情與鬥志，於是決定最後一搏，找回過往的舞林高手重組新團，包括安蒂、阿毛、怪獸、卡蜜兒、機器人、傑森、聖地牙哥雙胞胎、Kido、艾迪等人，挑戰全球最大的賭城拉斯維加斯舞蹈大賽，他們將結合全新的炫技舞力，結合MOB幫成員最擅長的快閃藝術秀，將這場賭城舞蹈大賽升級成格局更大、華麗磅礡的舞蹈秀，一同舞力全開與其他舞團一較高下！

## 演員
- 萊恩·高斯曼 飾 Sean Asa[3]
- Misha Gabriel 飾 Eddie
- 布莉安娜·艾維根（英语：Briana Evigan） 飾 Andie West[3]
- 艾莉森·斯通勒 飾 Camille Gage
- Adam G. Sevani （页面存档备份，存于） 飾 Robert "Moose" Alexander III[4]
- Izabella Miko 飾 Alexa[5]
- Mari Koda 飾 Jenny Kido
- Christopher Scott 飾 Hair
- Stephen Boss 飾 Jason Hardlerson
- Luis Rosado 飾 Monster
- Chadd Smith 飾 Vladd
- Parris Goebel 飾 Violet
- Stephen "Stevo" Jones 飾 Jasper Tarik
- David "Kid David" Shreibman  飾 Chad
- Celestina Aladekoba 飾 Celestina

## 评价
媒体综评47分，烂番茄新鲜度42%，获得混合口碑。媒体代表性评价：“导演显然将大多数心思都花在了舞步编排和音乐选取上，故事情节的弱化成为硬伤”，“大多数元素都在类似的影片中展示过，拍至系列第五部主创人员也很难出奇出新，算是对整个系列的最终致敬吧”

## 票房
北美方面，首週末收获657万美元列第六位。
台灣方面，首週三天票房為新台幣6800萬元；次週票房累計至新台幣1.28億元；第三週票房累計至新台幣1.7億元。
| 上一届： 《》 | 2014年台北週末票房冠軍 第31周 | 下一届： 《》 |

## 外部連結
- 互联网电影数据库（IMDb）上《Step Up: All In》的资料（英文）